# マラニョン州

マラニョン州
Estado do Maranhão

マラニョン州（マラニョンしゅう、マラニャン州とも、Estado do Maranhão [maɾɐˈɲɐ̃w, maɾɐj̃ɐ̃w] ( 音声ファイル)）は、ブラジル東北部の州で、州庁所在地はサン・ルイス (São Luís) である。州の略称は「MA」である。
マラニョン州出身の人物の愛称としてもよく使われる。

## 生態系
一帯の生物多様性が非常に高い。沿海部のマングローブ、三角江、ラグーンにはアメリカオグロシギ、チュウシャクシギなどの多くの渡り鳥が訪れ、タイマイ、アメリカマナティー、オサガメ、イタヤラなどが生息している。内陸部には森林、河川、氾濫原、河畔林、沼地が広がり、一帯にはタテガミナマケモノ、アメリカマナティー、アカソデボウシインコなどが生息している。

## 隣接州
- ピアウイ州
- トカンティンス州
- パラー州

## 主な都市
- サン・ルイス

## 教育
- マラニョン連邦大学（ポルトガル語版）

## 人種
混血が66.74%、白人が25.57%、黒人が6.41%、アジア人が0.67%、インディオが0.60%である。

## 国立公園・保護区
- レンソイス・マラニャンセス国立公園
- レエントランシアス・マラニェンセス環境保護区（ポルトガル語版） - ラムサール条約登録地[2]
- バイシャーダ・マラニェンセ環境保護区（ポルトガル語版） - ラムサール条約登録地[3]